# Сергеевка (Амурская область)
Серге́евка — село в Благовещенском районе Амурской области, Россия.
Административный центр Сергеевского сельсовета.

## География
Село Сергеевка стоит на левом берегу реки Амур, примерно в 60 км выше областного центра города Благовещенск.
Дорога к селу Сергеевка идёт на север от Благовещенска (через пос. Плодопитомник, аэропорт города Благовещенск, сёла Игнатьево, Марково и Михайловку), расстояние до Благовещенска — около 50 км.
На север от Сергеевки (вверх по Амуру) идёт дорога к селу Бибиково.

## История
Основано в 1864 году переселенцами из Забайкальской области, Томской, Воронежской и Полтавской губерний. В 1926—1931 годах было центром Амуро-Зейского района.

## Население
| 2002  | 2010  | 2012  | 2013  | 2014  | 2015  | 2016  |
| ----- | ----- | ----- | ----- | ----- | ----- | ----- |
| 1361  | ↘1145 | ↗1182 | ↘1168 | ↘1140 | ↘1125 | ↗1133 |
| 2017  | 2018  | 2021  |       |       |       |       |
| ↗1135 | ↗1141 | ↗1166 |       |       |       |       |

## Инфраструктура
- Сельскохозяйственные предприятия Благовещенского района
- Российско-китайская граница
- Больница
- Отделение связи
- Детский сад
- Центр культуры и досуга
- Школа
- Метеостанция
- Гидрологический пост